# Desmotwins
Desmotwins is een combinatie-wegraceklasse bij Ducati Clubraces voor motorfietsen met twee- en vier kleppen per cilinder.